# 卡洛斯·柯瑞亞
卡洛斯·哈維爾·柯瑞亞·歐本海默（英語：Carlos Javier Correa Oppenheimer，1994年9月22日—），為美國職棒大聯盟的游擊手，2012年大聯盟選秀狀元。生涯早期效力於休士頓太空人，2015年拿下美聯新人王，並於2017年奪得世界大賽冠軍。之後與明尼蘇達雙城簽下複數年合約，並在2025年透過交易回到太空人。
2017年，柯瑞亞代表波多黎各征戰經典賽，最終拿下第二名。太空人也在該年贏得世界大賽冠軍。

## 職業生涯

### 休士頓太空人

#### 2015年
6月8日，柯瑞亞升上大聯盟，面對白襪強投克里斯·塞爾，他敲出了生涯首安。隔天，他面對Zach Duke擊出生涯首轟且完成生涯首盜。他9場出賽就盜壘3次，為史上第二快，僅次於瑞奇·韓德森。柯瑞亞在10場出賽就敲出14安，創下了太空人隊史紀錄。他在15場出賽就擊出20安，也是隊史紀錄。他在6月獲選美聯單月最佳新秀。
7月5日，柯瑞亞成為1914年來首位在初登板開始25個打席就有5場猛打賞表現的球員。
8月1日，柯瑞亞生涯首次單場雙響，他在46場比賽敲出12轟，為太空人隊史最快紀錄。
10月12日，柯瑞亞成為最年輕在季後賽開轟的游擊手。
11月16日，柯瑞亞獲選為美聯年度最佳新秀。成為太空人1991年的傑夫·巴格威爾後第一人。

#### 2016年
柯瑞亞成為太空人史上最年輕在開幕戰開轟的選手。不過他因為肩膀受傷，因此缺席9月的賽季。該季他打擊率2成74，20轟，96分打點。

#### 2017年
5月，柯瑞亞成為單月美聯最佳球員，他在5月25到29號連續5場擊出單場雙安以上，合計14安。
7月18日，他因為左手拇指撕裂傷而缺席6到8週。
10月6日，柯瑞亞在美聯分區賽第2戰面對紅襪擊出全壘打。2天後又擊出全壘打。10月14日，他擊出第三轟且打出再見二壘安助太空人打敗洋基。最後太空人進入世界大賽與道奇對決。第2戰，柯瑞亞和隊友荷西·奧圖維及喬治·史普林格皆在延長賽開轟，道奇隊的查理·寇伯森和亞塞爾·普伊格也開轟，締造世界大賽延長賽最多全壘打紀錄。
第5戰，柯瑞亞5支3且擊出全壘打，太空人最後以13比12打敗道奇。最終太空人4勝3敗贏得世界大賽冠軍。

#### 2018年
6月28日，柯瑞亞因為背部疼痛而進入傷兵名單。8月10日，他重返球場。他因為鼻中膈彎曲的關係，在跑壘時會造成呼吸不順。所以他在11月10日進行手術。該年他的打擊率為2成39，15轟65分打點。

#### 2019年
柯瑞亞因為背部僵直而缺席開幕戰。4月3日，他達成生涯500安。5月29日，他因為在家進行按摩不慎造成肋骨斷裂而進入傷兵名單。該年他的打擊率為2成79，21轟59分打點。2019年美國聯盟冠軍賽第二場，柯瑞亞在延長賽擊出再見全壘打。而他也在世界大賽第5場開轟，不過最終球隊3勝4敗輸給國民。

### 明尼蘇達雙城
柯瑞亞成為自由球員後與雙城隊簽下複數年合約。雖曾於2022年跳出球員選項，與舊金山巨人簽下游擊手最大合約，卻因體檢報告有問題而宣告取消，轉而與大都會簽下12年3.15億美元的合約，體檢後大都會對傷勢有疑慮希望更改合約內容，兜了一圈後與雙城隊簽下6年2億美元的合約，續留北大荒，同時也是雙城隊史最大合約。
柯瑞亞在2023年季後賽表現出色，終止雙城噩夢般的「季後賽18連敗」。不過雙城這幾年一直未能在季後賽更進一步，最終於2025年交易市場清倉大拍賣，柯瑞亞也放棄不可交易條款重返老東家休士頓太空人。

## 國際賽
2017經典賽，柯瑞亞接受了波多黎各的徵召，與法蘭西斯科·林多爾和哈維爾·巴耶茲成為隊友，他成為波多黎各的三壘手。在此系列賽，柯瑞亞打擊率3成33，3支全壘打，9分打點，並在準決賽擊出全壘打。

## 個人生活
在贏得2017年世界大賽後，柯瑞亞向他的未婚妻求婚。
柯瑞亞的弟弟Jean Correa，在2018年選秀被太空人選入。

## 外部連結
- 球員資訊和成績在MLB ，ESPN ，Retrosheet ，Baseball Reference ，Baseball Reference (Minors) ，Fangraphs ，The Baseball Cube （英文）
- Carlos Correa的X（前Twitter）
- 卡洛斯·柯瑞亞在台灣棒球維基館上的頁面（繁體中文）

| 前任： 麥可·楚奧特 | 美聯單月最佳球員 2017年5月 | 繼任： 亞倫·賈吉 |

| 前任： 格里特·柯爾 | 大聯盟選秀狀元 2012年 | 繼任： 馬克·艾佩爾 |